# 布里斯萊夫·斯渥克爾松
布里斯萊夫·斯渥克爾松（？—1169年），斯渥克爾王朝的瑞典國王王位觊觎者，東約特蘭國王（1167年－1169年在位）。根據唯一的中世紀來源，他與其兄弟科爾·斯渥克爾松皆是斯渥克爾王朝開創者斯渥克爾一世的兒子約翰·斯渥克爾松的兒子、卡爾七世的侄子。

## 生平
1167年4月12日，叔父卡爾七世在維辛索被埃里克九世之子克努特一世的支持者弒殺，克努特一世成為國王。卡爾七世死後，布里斯萊夫及科爾·斯渥克爾松一同在東約特蘭反對克努特一世的統治，可惜二人分別在1169年及1173年與克努特一世戰鬥時死亡。
雖然有說布里斯萊夫和科爾·斯渥克爾松皆是瑞典國王，但是瑞典王室並不將二人列為國王。